# Mariano Gonzalvo
Mariano Gonzalvo Falcón ou conhecido como Gonzalvo III (Mollet del Vallès, 22 de março de 1922 - 7 de abril de 2007) foi um futebolista espanhol.

## Carreira
Mariano Gonzalvo fez parte do elenco da Seleção Espanhola de Futebol da Copa do Mundo de 1950.